# Paul Cornoyer
Paul Cornoyer, né le 15 août 1864 à Saint-Louis (Missouri), mort le 17 juin 1923 à Gloucester (Massachusetts), est un peintre impressionniste et tonaliste américain.

## Vie et œuvre
Le directeur de la Saint-Louis School of Art, qui avait remarqué le talent de Cornoyer, lui fit attribuer une bourse d’études lui permettant d’aller étudier à l’Académie Julian de Paris, où il eut pour maitres Jules Lefebvre et Benjamin-Constant. Fortement influencé par les impressionnistes français, il a surtout peint des scènes de rue, ainsi que des paysages. Cherchant encore un peu à l’époque son style définitif, il a d’abord subi l’influence de l’école de Barbizon.
En 1892, il remporte le premier prix de l’American Art Association of Paris et retourne en 1894 aux États-Unis, où il obtient la Médaille d’or de l’Association Saint-Louis des peintres et sculpteurs dans sa ville natale de Saint-Louis Il réalise également une peinture murale pour le Planter's Hotel. Son travail de cette époque montre clairement des influences de l’art tonal.
Une correspondance fait suite à l’achat d’une de ses toiles par le peintre impressionniste et collectionneur d’art américain William Merritt Chase. Sur les conseils de ce dernier, Cornoyer vint s’établir à New York en 1898 pour se consacrer presque exclusivement, dans sa période new-yorkaise, à la peinture de paysages urbains et de scènes de rue, particulièrement au regard de l’influence de la météo et de l’heure du jour. Il a ainsi développé une technique impressionniste distincte avec des influences pointillistes, plus ou moins dans le style de Gustave Caillebotte. Son véritable chef-d’œuvre est The Plaza After Rain, acquis par le Musée de Saint-Louis en 1910.
Après avoir enseigné au Mechanics Institute de New York, Cornoyer s’installa, en 1917 dans une résidence d’été dont il était propriétaire à East Gloucester. Pendant cette période, il réalisa également plusieurs scènes portuaires et peintures rurales. Il a également donné des cours de peinture pendant de nombreuses années. Son œuvre a désormais intégré de nombreux grands musées américains, dont le Brooklyn Museum, la Smithsonian Institution et le Dallas Museum of Art.

## Galerie

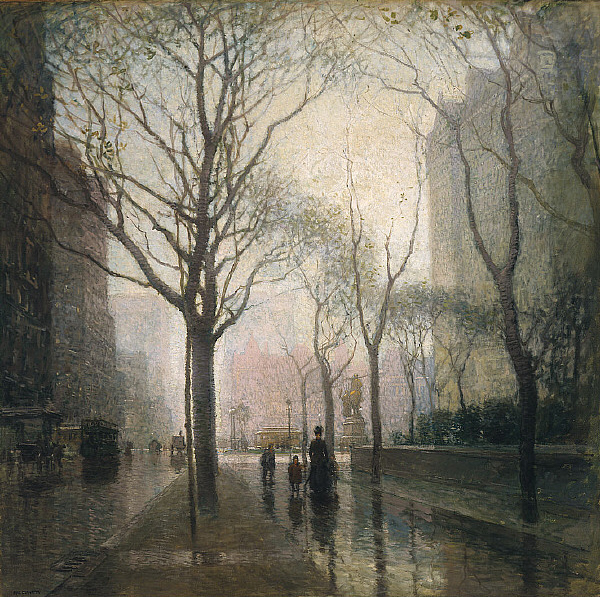
The Plaza After Rain
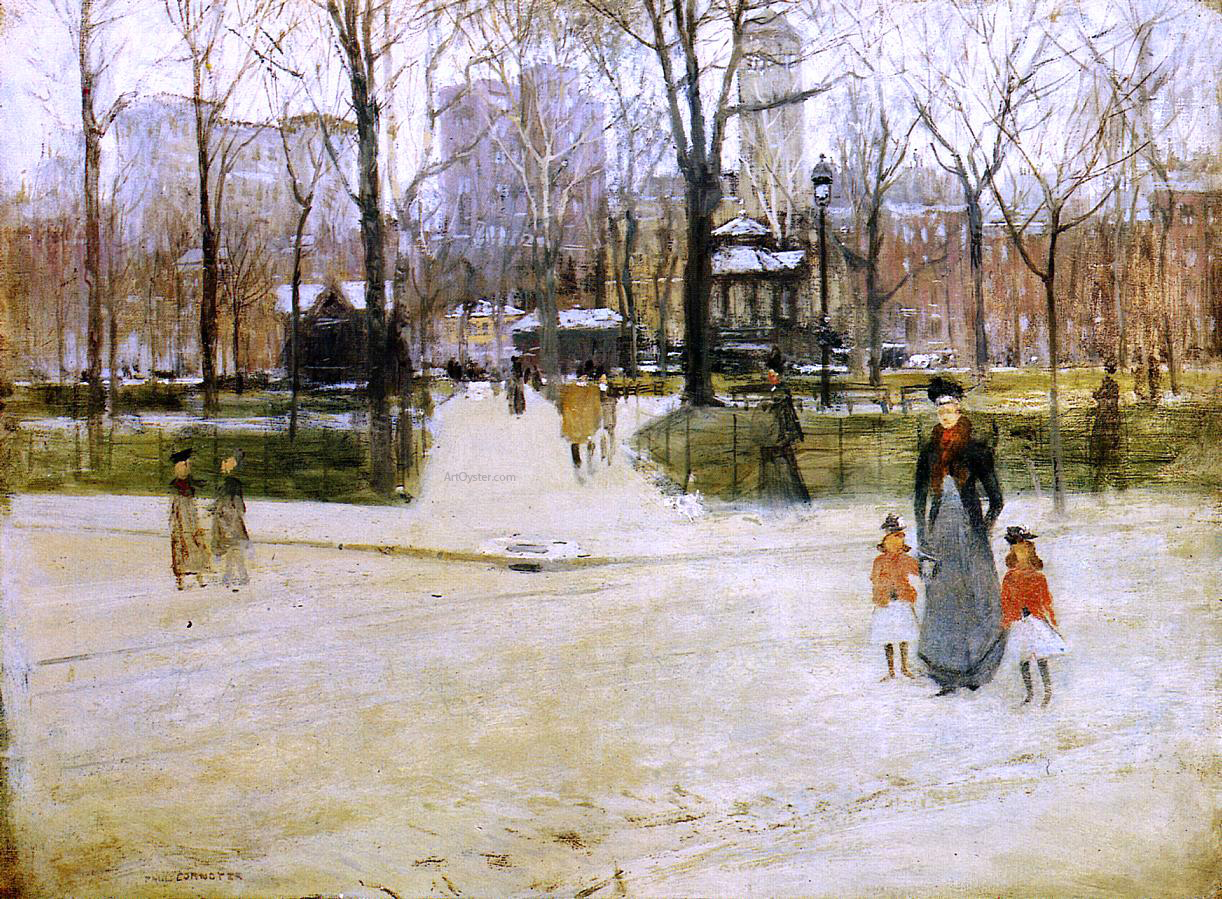
Washington Square
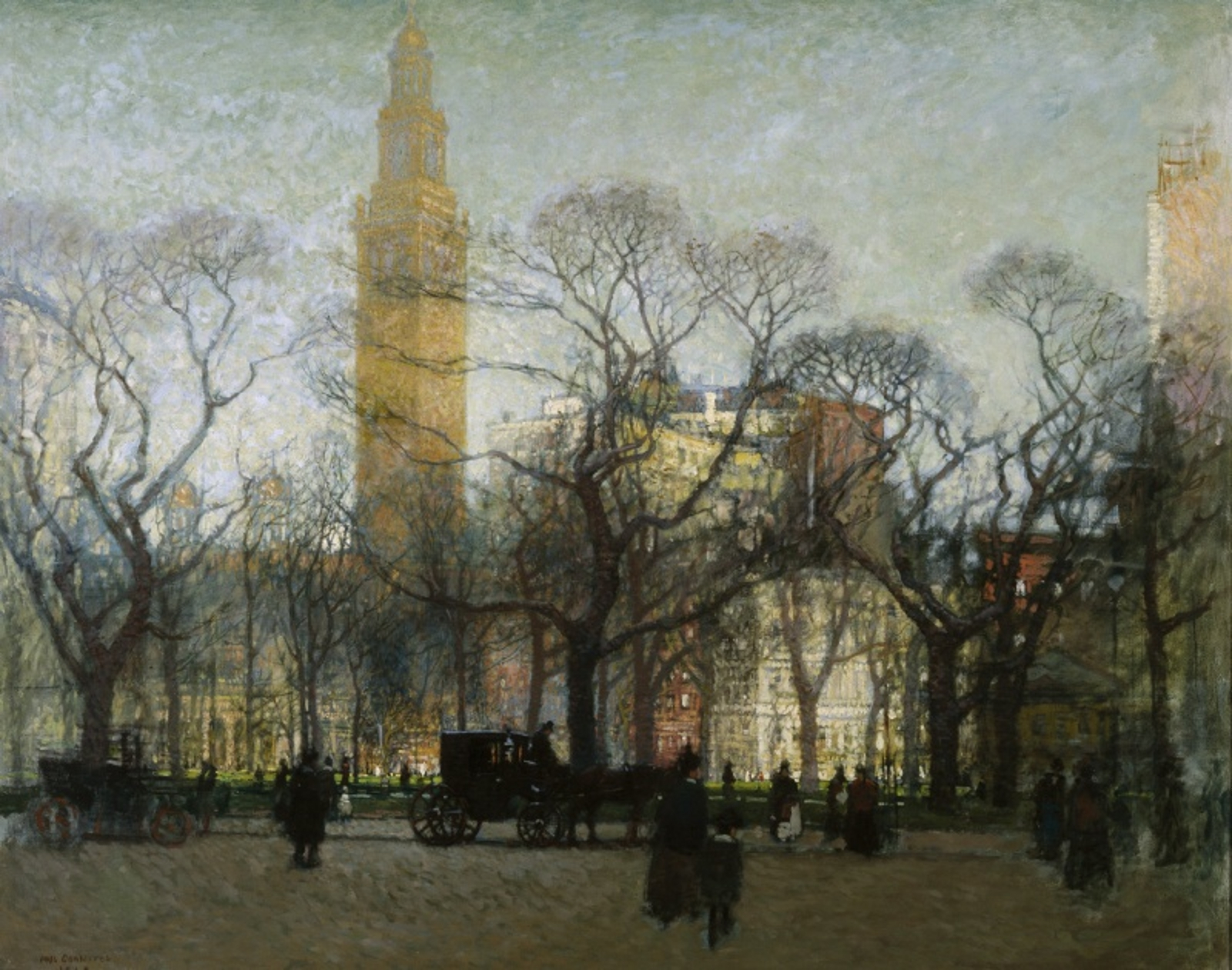
Madison Square in the Afternoon
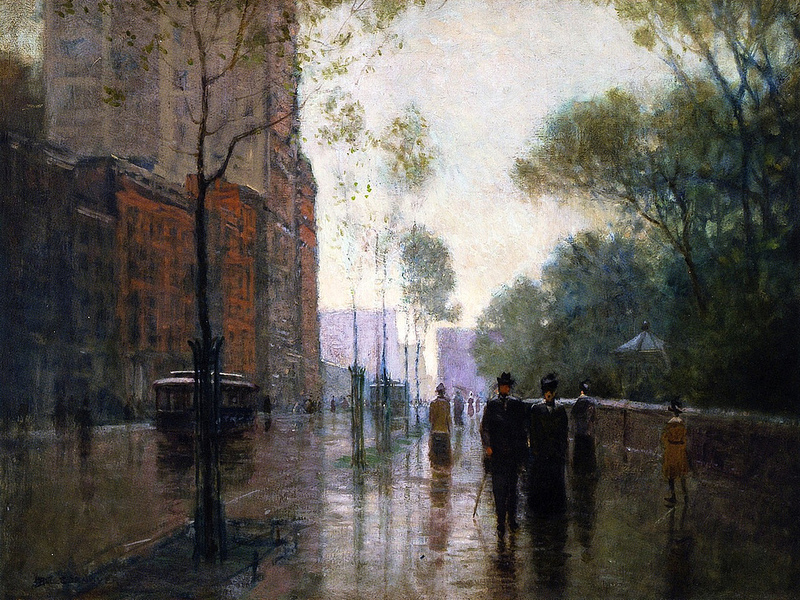
Rainy Day